# Dekret zur Aussetzung des Assoziierungsvertrags zwischen der Ukraine und der EU
In dem Dekret vom 21. November 2013, 14.58 Uhr begründete die ukrainische Regierung die Aussetzung des Prozesses für die Vorbereitung auf das Assoziierungsabkommen zwischen der Europäischen Union und der Ukraine. Veröffentlicht wurde es von der Abteilung für Information und Kommunikation des Sekretariats des Ministerkabinetts der Ukraine. Grundlage war eine Kabinettssitzung am 21. November 2013, in der entschieden wurde, das Assoziierungsabkommen aus Gründen der nationalen Sicherheit auszusetzen.

## Inhalt
Es wurde beschlossen, eine eingehende Untersuchung durchzuführen, um festzustellen, welche Maßnahmen die Ukraine ergreifen müsse, um Produktionsausfälle auszugleichen. Dafür müssten die Handelsbeziehungen mit Russland und anderen Ländern geprüft werden. In dem Regierungserlass wird der Vorschlag unterbreitet, dass die Europäische Union, die russische Föderation und die Ukraine eine Dreier-Kommission bilden, um die komplexen Fragen hinsichtlich Produktionspotential, internationalem Handel und Wirtschaftsbeziehungen, Ausweitung und Förderung des Handels, Liberalisierung der Märkte, Angleichung des Unternehmensrechts etc. zu klären.
Es wird gefordert, dass ein aktiver Dialog mit der russischen Föderation und den GUS-Staaten über die Aufnahme wirtschaftlicher Beziehungen beginnen solle, um die gemeinsamen wirtschaftspolitischen Bemühungen aufrechtzuerhalten und zu stärken.
Ziel der Zusammenarbeit mit der GUS in verschiedenen Wirtschaftssektoren sei, Arbeitsplätze zu erhalten und soziale Probleme durch die Stärkung der wirtschaftlichen Stabilität des Staates zu lösen.

## Begründung der Regierung
Am Tag nach dem Dekret erläuterte Ministerpräsident Asarow in einer Parlamentsrede die näheren Gründe für die Aussetzung des Abkommens. Neben den wirtschaftlichen und sozialen Folgen des Rückgangs der Produktion von Chemikalien und chemischen Produkten um 19 %,  des Produktionsvolumens in der Maschinenindustrie um 14 %, der Stahlproduktion um 6 %,  von Bauprodukten um 16 % nennt er den Rückgang der Exporte nach Russland um rund 2 Mrd. US-Dollar, Israel (um 12,8 %), Indien (um 15,6 %), Indonesien (um 31,4 %), Südkorea (um 65,1 %) als die ausschließlich wirtschaftlichen und rein taktischen Gründe der Aussetzung, die an der langjährigen erfolgreichen Strategie der Annäherung an die EU nichts ändern werde. Die Länder der Zollunion hätten beschlossen, die Ukraine aus der GUS-Freihandelszone auszuschließen, wenn die Ukraine eine Freihandelszone mit der EU bildet. Die Rating-Agentur Fitch habe die Bonität der Ukraine abgesenkt, hauptsächlich wegen der ungelösten Probleme bei den Wirtschafts- und Handelsbeziehungen mit der Russischen Föderation. Für die Verluste wegen der Schließung von Märkten in der Zollunion gäbe es keinen Ausgleich, zumal der Internationale Währungsfonds Bedingungen für ein Darlehen dargestellt habe, dessen Höhe genau reiche, um die Schulden beim IWF abzuzahlen. Diese Forderungen seien: nahezu eine Verdoppelung der Tarife für Wohnungs- und Kommunaldienstleistungen, das Einfrieren der Gehälter, Renten und Sozialleistungen auf dem aktuellen Niveau, eine deutliche Reduzierung der Staatsausgaben, eine Abschaffung der Steuervergünstigungen für Landwirte und eine Reihe von Anforderungen an die Geldpolitik. "Angesichts der vorangegangenen Ausführungen ist es offensichtlich, dass die Fragen der Wiederherstellung normaler Beziehungen mit der Russischen Föderation und die Beilegung aller Streitigkeiten für die Regierung an erster Stelle gestanden haben. Der Hauptgrund für die Komplikationen in den Beziehungen mit Russland und für die Einführung von Schutzmaßnahmen seitens Russlands war die mögliche Schaffung eines Freihandelsregimes zwischen der Ukraine und der Europäischen Union. Unsere Partner sind wegen der möglichen zollfreien Einfuhr von europäischen Waren durch das Hoheitsgebiet der Ukraine und dadurch verursachte erhebliche wirtschaftliche Verluste beunruhigt." Die Ukraine habe daher trilaterale Verhandlungen vorgeschlagen, zu denen sich Russland nach langen Verhandlungen bereit erklärt habe.

## Hintergrund
Am Assoziierungsabkommen war bereits sieben Jahre gearbeitet worden. Es sollte schon ein Jahr vorher unterzeichnet werden. Die Aussetzung wurde als Ergebnis der Einflussnahme Russlands gedeutet, aber auch als Ausdruck des Dilemmas der Ukraine, sich zwischen EU und Russland entscheiden zu müssen. Auch die Bedingungen für die Auszahlung von Hilfskrediten bestimmten die Entscheidung der ukrainischen Regierung. Der Internationale Währungsfonds (IWF) hatte drastische Sparauflagen gemacht. Die EU forderte massive Strukturreformen.
In der deutschen Presse wurde die Ursache hauptsächlich darin gesehen, dass die ukrainische Regierung die Freilassung Julia Timoschenkos ablehnte, die von der Kommission zur Bedingung der Assoziierung gemacht worden war und in einem Machtpoker Janukowitschs zwischen EU und Russland, um die Bedingungen des Beitritts für die Ukraine zu verbessern. Dies wurde als Erpressungsversuch interpretiert.

## Rezeption
Der Erlass der Ukrainischen Regierung wurde von Medien und Politik mit Überraschung aufgenommen. Die Entscheidung war jedoch nicht abrupt, sondern war nach den langwierigen Verhandlungen über sieben Jahre erwartbar. Rebecca Harms kommentierte in der Zeit: "Jeder, der die Verhandlungen in den vergangenen Monaten verfolgt hat, (konnte) das Auf und Ab, das unkalkulierbare Hin und Her in Kiew mitansehen. Aber in Bezug auf die Ukraine bleibt eines in der EU bis heute immer gleich: Es muss schon ganz dicke kommen, bevor überhaupt richtig hingesehen wird. Schon am 14. November 2013 hatte Ulrich Krökel in der Zeit kommentiert: "Derzeit sieht es danach aus, als würde ein Vertragsschluss scheitern."

## Auswirkungen
Die Aussetzung der Unterzeichnung löste landesweite Proteste aus, die schließlich zum Sturz der ukrainischen Regierung führte.